# 베르티 포크츠
한스후베르트 "베르티" 포그츠(독일어: Hans-Hubert "Berti" Vogts, 1946년 12월 30일, 뷔트겐 ~ )는 독일의 전 축구 선수이다.
1954년, 7세의 나이의 지역의 클럽 VfR 뷔트겐 (VfR Büttgen) 에 들어갔으며, 1965년 보루시아 묀헨글라트바흐에서 프로 선수 생활을 시작하였다. 우측 수비수로 뛰었으며, 끈질긴 수비로 인해 테리어 (Der Terrier) 라는 별명이 붙었다.
1970년대 묀헨글라트바흐의 황금기의 핵심 선수였으며, 팀이 분데스리가 우승 5회, DFB-포칼 우승 1회, UEFA컵 우승 2회를 이룩하는데 공헌하였다. 분데스리가에서 총 419경기에 나서 32골을 넣었으며, 유럽 축구 대회에서는 64경기에 출전해 8골을 넣었다. 포크츠는 1979년 은퇴할 때까지 묀헨글라트바흐 팀에서만 선수 생활을 하였다.
서독 축구 국가대표팀에서는 1967년부터 1978년까지 96경기에서 1골을 넣었으며, 세 번의 FIFA 월드컵 (1970년, 1974년, 1978년) 과 두 번의 UEFA 유럽축구선수권대회 (1972년, 1976년) 에 출전하였다. 1974년 FIFA 월드컵 서독 우승 당시 멤버 중 하나이며, 대회 결승전에서 네덜란드의 요한 크라위프를 완벽하게 차단해 팀의 승리에 공헌하였다.
UEFA 유로 1976에서는 체코슬로바키아에게 패해 준우승에 그쳤으며, 1978년 FIFA 월드컵에서는 서독 대표팀의 주장으로 활약하기도 하였다.
은퇴 후에는 독일 U-20 대표팀 감독, 독일 대표팀 어시스턴트 코치, 감독을 지냈으며, UEFA 유로 1992에서는 독일을 준우승, UEFA 유로 1996에서는 우승으로 이끌었다. 하지만, 1994년 FIFA 월드컵과 1998년 FIFA 월드컵에서는 8강전에서 탈락하며 1998년 10월, 감독에서 물러났다.
2007년 나이지리아 대표팀의 감독이 되었으나, 2008년 아프리카 네이션스컵 8강전 탈락의 책임을 지고 물러났으며, 2009년 아제르바이잔 대표팀의 감독이 되었다.

## 수상

### 선수

#### 묀헨글라트바흐
- 분데스리가 : 1969–70, 1970–71, 1974–75, 1975–76, 1976–77
- DFB 포칼 : 1972–73
- UEFA컵 : 1974–75, 1978–79

#### 독일
- UEFA 유로 : 우승 (1972), 준우승 (1976)
- FIFA 월드컵 : 우승 (1974), 3위 (1970)

### 감독

#### 독일
- UEFA 유로 : 우승 (1996), 준우승 (1992)

### 개인
- 분데스리가 올해의 팀 : 1965–66, 1967–68, 1968–69, 1969–70, 1970–71, 1972–73, 1974–75, 1975–76, 1976–77
- 독일 올해의 선수 : 1971, 1979
- FIFA 월드컵 올스타팀 : 1974, 1978
- 월드사커 올해의 감독 : 1996